# Mikael Tegebjer
Bengt Mikael Tegebjer, tidigare Mikael Svensson, född Tegebjer, född 22 september 1967 i Uppsala, är en svensk förläggare, redaktör, serieskapare och översättare. 
Tegebjer var medgrundare av Optimal Press och har under senare år förknippats med en mängd större och mindre förlag, ofta med anknytning till serieutgivning. Förutom de egna Jemi förlag och Ekholm & Tegebjer har han arbetat med utgivning av främst serier eller korsord hos Egmont Kärnan, Bonnier Korsord och Bulls Press. Som översättare står han bland annat bakom nyöversättningen av Valhall.

## Biografi

### Uppväxt och seriefanzin
Mikael Tegebjer växte upp i Katrineholm. Under tonårstiden blev han aktiv inom amatörserieutgivning, via det egna småförlaget Klöver Comix. Bland annat gav man ut 1985–1989 ut Seriefloran, som blandade serier med artiklar, intervjuer och nyhetsmaterial – både nationellt och internationellt.
Via Seriefloran rekryterades Tegebjer 1987 till Seriefrämjandets Bild & Bubbla, där han både recenserade seriefanzin och blev inblandad i den tekniska produktionen. Tegebjer hade redan i mitten av decenniet börjat arbeta inom tryckeribranschen, först i Katrineholm och därefter i Västsverige.

### Förlagsverksamhet
På Bild & Bubbla blev Tegebjer även bekant med Ingemar Bengtsson. De två grundade 1991 förlaget Optimal Press, som under 1990-talet kom att bli en av de viktigaste utgivarna av svenska serier i albumform. Tegebjer lämnade förlaget vid årsskiftet 1997–1998 och startade istället Jemi förlag (1998–2001). Därefter har arbetade han från 2003 som redaktör för svenska Egmont Kärnan, för tidningarna Bizarro, Buster, Ernie, Gustaf, Knasen, Sune och hans värld samt Zits. På Egmont startade Tegebjer 2004 magasinet Rocky. Från och med 2005 var han även redaktionellt ansvarig för Egmonts vuxnare serieböcker – se bland annat Rabbinens katt.
Tegebjer lämnade Egmont 2007 och började på Bonnier Korsord, där han fram till 2009 arbetade som redaktionschef och bland annat var redaktör för korsordstidningen Krysset. 2009 bytte han förlag och påbörjade en tjänst som chefredaktör på den redaktionella sidan hos Bulls Presstjänst. Där har han bland annat ansvarat för bolagets korsordsavdelning och produktionen av Smurfarna åt Egmonts serietidning med samma namn. Med tiden blev han även här mer ansvarig för utvecklingsarbete, och 2020 utsågs han till vice VD.
Vid sidan av sitt dagjobb drev han åren 2008–2014 bokförlaget Ekholm & Tegebjer, tillsammans med tidigare kollegan på Egmont Kenneth Ekholm. Förlaget gav ut både romaner och serieböcker av olika slag. Några av författarna på förlaget var Robert Goddard, Mikael Thörnqvist, Lasse Åberg, Peter Madsen, Caroline Graham, Ola Skogäng och Claes Reimerthi.
2019 bildade Tegebjer bolaget Rutorik för att ge ut serieversionen av Åshöjdens BK av Max Lundgren och Reijo Stävenborg. Han diskuterade senare ämnet med Kalle Lind, i ett avsnitt av P1-programmet Snedtänkt. I arbetet med utgivningen medverkade även OS-vinnaren Stefan Holm.

### Manusförfattare, podd och översättare
Som serieskapare har Tegebjer bland annat skrivit manus till albumet Arv från tubsockans land (1998, Jemi förlag), med bilder av Henrik Lange. 2008 kom den självbiografiska Grabben mitt emellan (Seriefrämjandet), med bilder av Nicolas Križan som Tegebjer genom åren samarbetat med på många olika förlag och produktioner. Betraktelser över mediebranschen och livet i stort sprids även via Mikael och Mikael, en podd som sedan 2015 producerats ihop med branschkollegan Mikael Sol. Den var en av en handfull serierelaterade poddar som presenterades på 2016 års seriefestival i Stockholm.
Som översättare har Tegebjer bland annat ansvarat för nyöversättningen av Valhall.  I samband med en manusförfattarutbildning Tegebjer gick i slutet av 1990-talet (Göteborgs universitet, 1996–2000) skrev han även manus till TV-serien Vita lögner. Han verkade därefter även en tid som föreläsare i filmvetenskap vid universitetet.